# Agboville (underprefektur)
Agboville är en underprefektur i Elfenbenskusten. Den ligger i departementet med samma namn, i den sydöstra delen av landet, 150 km sydost om huvudstaden Yamoussoukro.